# جورج إتش ميلر (مهندس معماري)
جورج إتش ميلر (بالإنجليزية: George H. Miller)‏ هو مهندس معماري أمريكي، ولد في 1949.